# Ściegna (wzgórze)
Ściegna (inaczej Ścięgna) – wzniesienie o wysokości 281 m n.p.m. położone na Wyżynie Częstochowskiej, w Mstowie, w powiecie częstochowskim. 
Wzgórze położone jest nieco na południe od centrum miejscowości. Na północnych stokach wzgórza znajdują się pozostałości kompleksu stodół z przełomu XIX i XX wieku. Ze wzgórza rozciąga się widok na Mstów.